# Едеса
 Тази статия е за града в Турция.  За града в Егейска Македония, Гърция, вижте Воден.  За античния град край Воден вижте Едеса (античен град в Македония).
Едеса (на гръцки: Έδεσσα) е исторически град на територията на Северна Месопотамия, днес в Турция, основан от Селевк I Никатор. За модерната история на града вижте Шанлъурфа.

## Имена
Името Едеса е дадено от Селевк, когато го преустройва през 303 г. пр. Хр. Преди това градът носи последователно имената: Осрое, (местният сатрап); сирийски Ourhoï, арабски Er Roha, популярен като Орфа или Урфа.
През 1984 турският парламент променя името на Шанлъурфа (славната Урфа) в чест на заслугите на града в Турската война за независимост.

## История
Едеса става столица на царство Осроене, основано от набатейски или арабски племена от Северна Арабия, което съществува четири столетия (132 г. пр. Хр. до 244 г.) и има 34 крале.

### Кръстоносна държава
По време на Първия кръстоносен поход Балдуин Булонски поема самостоятелно през Киликия към река Ефрат. През февруари 1098 година той пристига в Едеса, където местният арменски владетел Торос Едески го приема, защото така ще подсили гарнизона си срещу селджукските турци. Балдуин настоява да бъде осиновен и няколко дни след като това става, Торос и жена му са убити при неясни обстоятелство. Балдуин се обявява за граф на Едеса, първата държава на кръстоносците в Близкия изток.

## Известни личности
Родени в Едеса
- Авив (307 – 322), християнски мъченик
- Мелисенда Йерусалимска (1105 – 1161), кралица на Йерусалим
- Хераклий от Едеса (?-474), военачалник

Починали в Едеса
- Авив (307 – 322), християнски мъченик
- Ефрем Сирин (306 – 373), духовник